# Eudarcia verkerki
Eudarcia verkerki är en fjärilsart som beskrevs av Reinhardt Gaedike och Edward George Henderson 1999. Eudarcia verkerki ingår i släktet Eudarcia och familjen äkta malar. Inga underarter finns listade i Catalogue of Life.